# Sant Martí de Centelles
Sant Martí de Centelles – gmina w Hiszpanii, w prowincji Barcelona, w Katalonii, o powierzchni 25,67 km². W 2011 roku gmina liczyła 1098 mieszkańców.